# وایلرسباخ
وایلرسباخ (به آلمانی: Weilersbach) یک شهر در آلمان است که در فورشایم واقع شده‌است.